# Lucie Reed
Lucie Reed (* 17. Juli 1974 als Lucie Zelenková in Karl-Marx-Stadt, Deutsche Demokratische Republik) ist eine ehemalige Triathletin. Die in Chemnitz geborene Athletin startete zunächst für Tschechien und später für Südafrika. Sie ist Olympiastarterin (2004) und Ironman-Siegerin (2009).

## Werdegang
Lucie Zelenková war seit 1999 als Profi-Sportlerin im Triathlon aktiv.
Sie startete 2004 für Tschechien bei den Olympischen Spielen in Athen, konnte das Rennen aber nicht beenden. Sie wurde trainiert von Brett Sutton.
Lucie Zelenková ging in Deutschland für den TV Lemgo und seit Januar 2009 für das Team TBB an den Start. 2009 holte sie sich den Sieg beim Ironman in Südafrika und konnte dort auch auf der halben Distanz (Ironman 70.3) gewinnen. Bei den Ironman World Championships auf Hawaii (Ironman Hawaii) belegte sie im Oktober den 14. Rang.
Im Juli 2011 wurde sie Zweite bei den Ironman European Championships in Frankfurt am Main. Beim Ironman Sweden wurde sie im August 2016 ebenso Zweite. Im September 2018 wurde sie im Rahmen der Challenge Almere-Amsterdam Fünfte bei der ETU-Europameisterschaft auf der Triathlon-Langdistanz.
Seit 2018 tritt sie nicht mehr international in Erscheinung.

### Privates
Im Februar 2011 heiratete sie Kurt Reed und startete seitdem als Lucie Reed. Lucie Reed lebt mit ihrem Mann in Johannesburg in Südafrika.

## Sportliche Erfolge
| Datum/Jahr    | Rang | Wettbewerb                   | Austragungsort        | Zeit     | Bemerkung |
| ------------- | ---- | ---------------------------- | --------------------- | -------- | --- |
| 5. Dez. 2015  | 8    | Ironman 70.3 Bahrain         | Manama                | 04:06:05 | drittes Rennen der „Challenge Triple-Crown-Serie“ – das Rennen musste witterungsbedingt als Duathlon ausgetragen werden                                |
| 2. Nov. 2014  | 3    | Ekurhuleni 5150              | Ekurhuleni            | 02:06:22 | |
| 23. Aug. 2014 | 1    | 5150 Bela Bela               | Bela Bela             | 02:17:52 | |
| 26. Jan. 2014 | 2    | Ironman 70.3 South Africa    | East London           | 04:40:48 | |
| 20. Jan. 2013 | 3    | Ironman 70.3 South Africa    | East London           | 04:43:38 | |
| 20. Mai 2012  | 15   | Ironman 70.3 Austria         | St. Pölten            | 04:44:16 | |
| 19. Feb. 2012 | 1    | Ironman 70.3 Sri Lanka       | Colombo               | 04:30:17 | Siegerin bei der Erstaustragung |
| 22. Jan. 2012 | 2    | Ironman 70.3 South Africa    | East London           | 04:43:56 | |
| 13. Aug. 2011 | 1    | South African 5150 Triathlon | Bela Bela             | 02:13:02 | 1,5 km Schwimmen, 40 km Radfahren und 10 km Laufen |
| 3. Juli 2011  | 4    | Challenge Aarhus             | Aarhus                | 04:22:21 | [ 3 ] |
| 23. Jan. 2011 | 4    | Ironman 70.3 South Africa    | East London           | 04:49:51 | [ 4 ] |
| 13. Juni 2010 | 3    | Challenge France             | Niederbronn-les-Bains | 04:41:11 | Dritte über die Mitteldistanz (1,9 km Schwimmen, 90 km Radfahren und 21,1 km Laufen)                                                                   |
| 17. Jan. 2010 | 3    | Ironman 70.3 South Africa    | East London           | 04:43:01 | |
| 7. Juni 2009  | 4    | Challenge France             | Niederbronn-les-Bains | 04:36:49 | über die Mitteldistanz (1,9 km Schwimmen, 90 km Radfahren und 21,1 km Laufen) hinter der Australierin Rebekah Keat                                     |
| 24. Mai 2009  | 2    | Ironman 70.3 Austria         | St. Pölten            | 04:30:03 | |
| März 2009     | 4    | Ironman 70.3 Singapore       | Singapur              | 04:40:38 | [ 6 ] [ 7 ] |
| 18. Jan. 2009 | 1    | Ironman 70.3 South Africa    | East London           | 04:46:40 | neuer Streckenrekord – mit über zehn Minuten Vorsprung auf Heleen bij de Vaate aus den Niederlanden                                                    |
| 15. Juni 2008 | 1    | Bonn-Triathlon               | Bonn                  | 03:10:04 | Zelenková siegt über die Mitteldistanz (3,8 km Schwimmen, 60 km Radfahren und 15 km Laufen).                                                           |
| 25. Mai 2008  | 2    | Challenge France             | Niederbronn-les-Bains | 04:35:10 | zweiter Rang hinter der Siegerin Belinda Granger bei ihrem ersten Rennen über die Mitteldistanz (1,9 km Schwimmen, 90 km Radfahren und 21,1 km Laufen) |
| 13. Jan. 2008 | 3    | Ironman 70.3 South Africa    | East London           | 05:01:59 | |
| 25. Aug. 2004 | DNF  | Olympische Sommerspiele 2004 | Athen                 | –        | |
| 1. Aug. 1998  | 14   | Alpen-Triathlon              | Schliersee            | 02:35:38 | |

| Datum/Jahr    | Rang | Wettbewerb                                                   | Austragungsort | Zeit     | Bemerkung |
| ------------- | ---- | ------------------------------------------------------------ | -------------- | -------- | --- |
| 1. Juli 2018  | 9    | Challenge Roth                                               | Roth           | 09:40:26 | |
| 9. Sep. 2017  | 5    | ETU Challenge Long Distance Triathlon European Championships | Almere         | 09:34:02 | ETU-Europameisterschaft Triathlon Langdistanz im Rahmen der Challenge Almere-Amsterdam                                             |
| 29. Apr. 2017 | 2    | Challenge Taiwan                                             | Taitung        | 09:42:11 | Zweite auf der Langdistanz |
| 20. Aug. 2016 | 2    | Ironman Sweden                                               | Kalmar         | 09:21:31 | |
| 23. Aug. 2015 | 5    | Ironman Copenhagen                                           | Kopenhagen     | 09:39:43 | |
| 6. Okt. 2013  | 2    | Challenge Barcelona-Maresme                                  | Barcelona      | 08:57:34 | neue persönliche Bestzeit auf der Langdistanz – erstmals unter neun Stunden                                                        |
| 18. Aug. 2013 | 3    | Ironman Copenhagen                                           | Kopenhagen     | 09:04:08 | Dritte bei der Erstaustragung |
| 7. Juli 2013  | DNF  | Ironman Germany                                              | Frankfurt      | –        | Rennabbruch auf der Laufstrecke bei km 25                                                                                          |
| 23. Juni 2013 | 5    | Ironman France                                               | Nizza          | 09:57:44 | |
| 14. Apr. 2013 | 3    | Ironman South Africa                                         | Port Elizabeth | 09:27:07 | |
| 15. Sep. 2012 | 6    | MetaMan Triathlon                                            | Bintan         | 10:19:10 | bei der Erstaustragung |
| 8. Juli 2012  | 8    | Challenge Roth                                               | Roth           | 09:26:19 | ETU-Europameisterschaft auf der Langdistanz                                                                                        |
| 8. Okt. 2011  | DNF  | Ironman Hawaii                                               | Hawaii         | –        | Rennabbruch auf der Laufstrecke bei ihrem zweiten Start bei der Ironman World Championship                                         |
| 24. Juli 2011 | 2    | Ironman Germany                                              | Frankfurt      | 09:13:46 | Zweite bei der Ironman European Championship mit neuem Streckenrekord auf der Schwimmdistanz, zusammen mit Simone Benz (48:12 min) |
| 29. Mai 2011  | 2    | Ironman Brasil                                               | Florianópolis  | 09:16:14 | [ 11 ] |
| 12. März 2011 | 7    | Abu Dhabi International Triathlon                            | Abu Dhabi      | 07:46:33 | [ 12 ] |
| 3. Okt. 2010  | 1    | Challenge Barcelona-Maresme                                  | Barcelona      | 09:13:47 | Sieg über die Langdistanz |
| 13. März 2010 | 8    | Abu Dhabi International Triathlon                            | Abu Dhabi      | 07:26:33 | 3 km Schwimmen, 200 km Radfahren und 20 km Laufen                                                                                  |
| 10. Okt. 2009 | 14   | Ironman Hawaii                                               | Hawaii         | 10:04:42 | Zelenková startete als schnellste Frau nach dem Schwimmen auf die Radstrecke.                                                      |
| 5. Juli 2009  | 3    | Ironman Austria                                              | Klagenfurt     | 09:07:24 | |
| 5. Apr. 2009  | 1    | Ironman South Africa                                         | Port Elizabeth | 09:16:32 | Lucie Zelenková kann mit ihrem Sieg den Streckenrekord von Natascha Badmann einstellen.                                            |
| 13. Juli 2008 | 5    | Ironman Austria                                              | Klagenfurt     | 09:13:15 | |
| 13. Apr. 2008 | 3    | Ironman South Africa                                         | Port Elizabeth | 09:34:09 | dritter Rang hinter der Schottin Bella Comerford und der Italienerin Edith Niederfriniger                                          |
| 2. Juli 2006  | 5    | Challenge Roth                                               | Roth           | 09:32:05 | |
| 18. März 2006 | 4    | Ironman South Africa                                         | Port Elizabeth | 10:19:32 | |

| Datum/Jahr    | Rang | Wettbewerb                | Austragungsort | Zeit     | Bemerkung                                                                  |
| ------------- | ---- | ------------------------- | -------------- | -------- | -------------------------------------------------------------------------- |
| 23. Okt. 2011 | 1    | Afriman Off Road Duathlon | Gauteng        | 03:14:29 | 13 km Laufen, 70 km Radfahren und 6 km Laufen                              |
| 29. März 2009 | 2    | Teavigo Duathlon Series   | Roodeplaat     |          | Zelenková erreichte den zweiten Rang hinter Andrea Steyn in Gauteng North. |

(DNF – Did Not Finish)